# Флаг Сейшельских Островов
Государственный флаг Сейшел — принят 18 июня 1996 года. Голубой цвет на флаге изображает небо и море, которые окружают Сейшельские острова, жёлтый — солнце, которое предоставляет лёгкость бытия, красный цвет отображает в символической форме единство людей и их стремление работать ради мира, единства и любви, белый представляет верховенство права, зелёный — землю и окружающую живую природу.

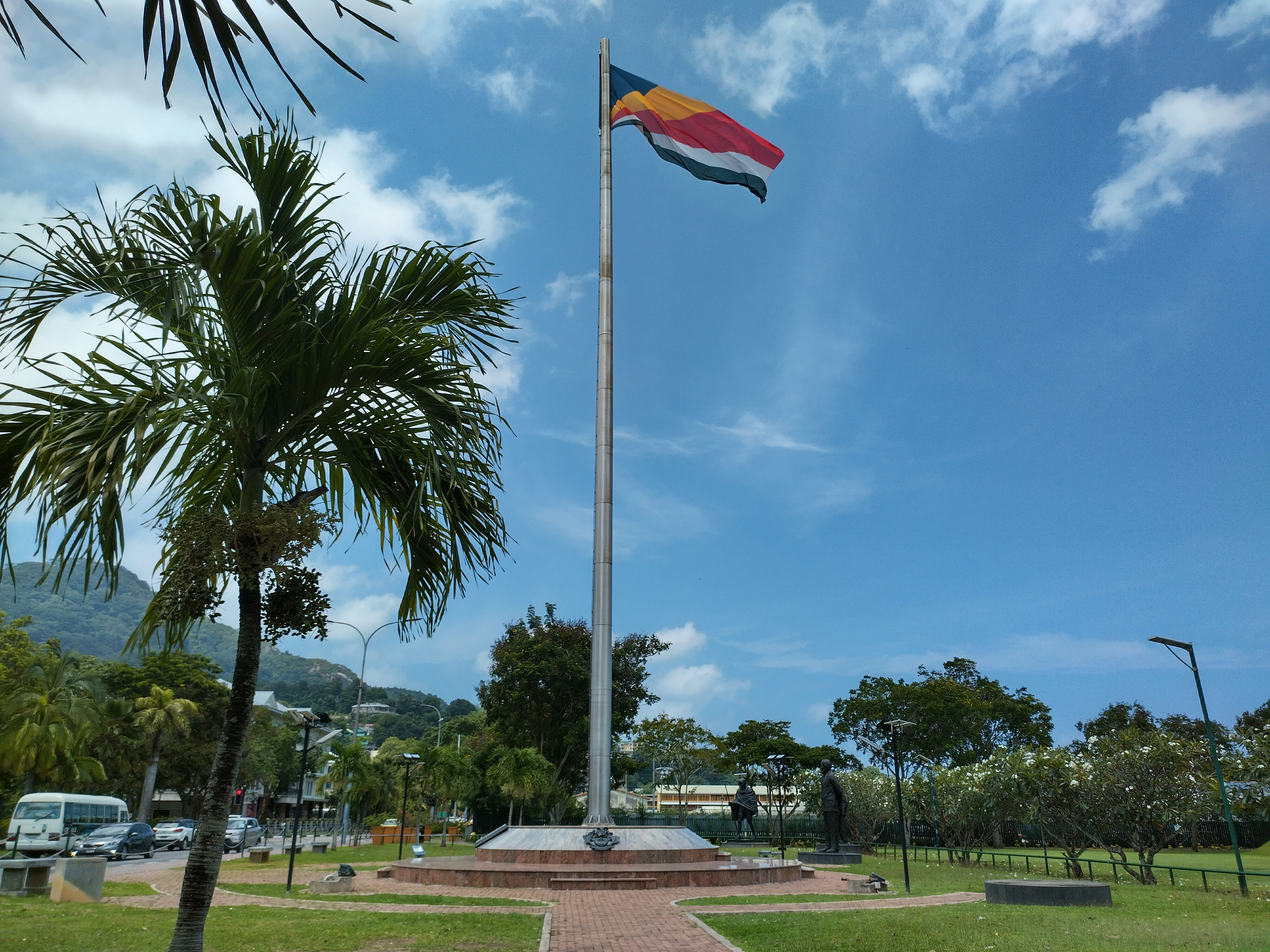
Флаг Сейшельских островов в Виктории

## Цвета флага
|      | Синий    | Жёлтый     | Красный   | Белый       | Зелёный  |
| ---- | -------- | ---------- | --------- | ----------- | -------- |
| RGB  | 0-63-135 | 252-216-86 | 214-40-40 | 255-255-255 | 0-122-61 |
| HTML | #003F87  | #FCD856    | #D62828   | #FFFFFF     | #007A3D  |

## История
Первоначальный флаг был принят 29 июня 1976 года. Примерно через год после этого произошёл переворот и был принят флаг Объединённой народной партии Сейшел, который просуществовал до 1996 года.

Флаг Сейшел
29 июня 1976 — 29 июня 1977
Флаг Сейшел
29 июня 1977 — 18 июня 1996